# Helena de Borbó i de Grècia
Helena de Borbó i de Grècia (castellà: Elena de Borbón y Grecia) (Madrid, 20 de desembre de 1963) és Infanta d'Espanya i duquessa de Lugo. És la filla primogènita dels reis Joan Carles i Sofia d'Espanya i la germana gran del rei Felip VI.
Ocupa el tercer lloc en la línia de successió a la Corona espanyola, després de les seves nebodes; la Princesa d'Astúries i la Infanta Sofia.

## Biografia
Va néixer el 20 de desembre del 1963 a Madrid. Al cap de set dies fou batejada amb el nom complet d'Elena María Isabel Dominica de Silos i apadrinada per la seva àvia paterna, la princesa Maria de la Mercè de Borbó-Dues Sicílies, comtessa de Barcelona, i per l'infant Alfons d'Orleans-Borbó.
Va cursar els seus estudis bàsics al Col·legi de Santa María del Camino i va estudiar Magisteri a l'Escola Universitària ESCUNI de Madrid on el 1986 es va diplomar com a mestra d'Educació General Bàsica en l'especialitat d'anglès. Després de treballar com a professora d'anglès al Col·legi de Santa María del Camino i d'efectuar un curs especialitzat de Sociologia i Educació a Exeter (Regne Unit), va completar els seus estudis a la Universitat Pontifícia Comillas de Madrid on el 1993 va assolir la llicenciatura en Ciències de l'Educació.
Es va casar el 18 de març de 1995 a la Catedral de Sevilla amb l'aristòcrata espanyol Jaime de Marichalar i Sáenz de Tejada. Amb motiu del matrimoni, el seu pare, el rei Joan Carles I, li va concedir el títol de duquessa de Lugo. Fruit del matrimoni van néixer dos fills: Felipe Juan Froilán (1998) i Victoria Federica (2000). L'any 2007, la Casa Reial espanyola va anunciar el cessament temporal de la seva convivència matrimonial amb Jaime de Marichalar de qui es va divorciar el 2009. El divorci va entrar en vigor a partir del 2010.
Va comprar, l'any 2007, la societat de responsabilitat limitada Global Cinoscéfalos que es dedicava a l'assessorament en matèria econòmica. L'administrador únic de la societat Luís Carlos García Revenga, imputat el 2013 en el marc del Cas Nóos, era l'assessor i secretari de la infanta i la seva germana, la infanta Cristina. A pocs dies de transcendir públicament l'adquisició, la Casa Reial va anunciar l'inici del procediment de dissolució de l'empresa sense que aquesta hagués començat a tenir activitat.
A partir de 2008 treballa per la Fundació MAPFRE on dirigeix l'Àrea d'Acció Social.
El 19 de juny de 2014, amb motiu de la proclamació del seu germà com a rei d'Espanya, va deixar de formar part de la Família Reial espanyola i va perdre l'assignació econòmica fixa i estipulada pels pressupostos de la Casa Reial.
Aficionada a l'equitació, és presidenta d'honor del Comitè Paralímpic espanyol.

## Ascendents
|  |                                                                    |  |  |  |  |  |  |  |  |  |  |  |  |  |  |  |
|  | 16. Alfons XII, rei d'Espanya                                      |  |  |  |  |  |  |  |  |  |  |  |  |  |  |  |
|  |                                                                    |  |  |  |  |  |  |  |  |  |  |  |  |  |  |  |
|  |                                                                    |  |  |  |  |  |  |  |  |  |  |  |  |  |  |  |
|  | 8. Alfons XIII, rei d'Espanya                                      |  |  |  |  |  |  |  |  |  |  |  |  |  |  |  |
|  |                                                                    |  |  |  |  |  |  |  |  |  |  |  |  |  |  |  |
|  |                                                                    |  |  |  |  |  |  |  |  |  |  |  |  |  |  |  |
|  | 17. Maria Cristina d'Àustria                                       |  |  |  |  |  |  |  |  |  |  |  |  |  |  |  |
|  |                                                                    |  |  |  |  |  |  |  |  |  |  |  |  |  |  |  |
|  |                                                                    |  |  |  |  |  |  |  |  |  |  |  |  |  |  |  |
|  | 4. Joan de Borbó i Battenberg                                      |  |  |  |  |  |  |  |  |  |  |  |  |  |  |  |
|  |                                                                    |  |  |  |  |  |  |  |  |  |  |  |  |  |  |  |
|  |                                                                    |  |  |  |  |  |  |  |  |  |  |  |  |  |  |  |
|  | 18. Enric de Battenberg                                            |  |  |  |  |  |  |  |  |  |  |  |  |  |  |  |
|  |                                                                    |  |  |  |  |  |  |  |  |  |  |  |  |  |  |  |
|  |                                                                    |  |  |  |  |  |  |  |  |  |  |  |  |  |  |  |
|  | 9. Victòria Eugènia de Battenberg                                  |  |  |  |  |  |  |  |  |  |  |  |  |  |  |  |
|  |                                                                    |  |  |  |  |  |  |  |  |  |  |  |  |  |  |  |
|  |                                                                    |  |  |  |  |  |  |  |  |  |  |  |  |  |  |  |
|  | 19. Beatriu del Regne Unit                                         |  |  |  |  |  |  |  |  |  |  |  |  |  |  |  |
|  |                                                                    |  |  |  |  |  |  |  |  |  |  |  |  |  |  |  |
|  |                                                                    |  |  |  |  |  |  |  |  |  |  |  |  |  |  |  |
|  | 2. Joan Carles I d'Espanya                                         |  |  |  |  |  |  |  |  |  |  |  |  |  |  |  |
|  |                                                                    |  |  |  |  |  |  |  |  |  |  |  |  |  |  |  |
|  |                                                                    |  |  |  |  |  |  |  |  |  |  |  |  |  |  |  |
|  | 20. Alfons de Borbó-Dues Sicílies                                  |  |  |  |  |  |  |  |  |  |  |  |  |  |  |  |
|  |                                                                    |  |  |  |  |  |  |  |  |  |  |  |  |  |  |  |
|  |                                                                    |  |  |  |  |  |  |  |  |  |  |  |  |  |  |  |
|  | 10. Carles de Borbó-Dues Sicílies                                  |  |  |  |  |  |  |  |  |  |  |  |  |  |  |  |
|  |                                                                    |  |  |  |  |  |  |  |  |  |  |  |  |  |  |  |
|  |                                                                    |  |  |  |  |  |  |  |  |  |  |  |  |  |  |  |
|  | 21. Maria Antonieta de Borbó-Dues Sicílies                         |  |  |  |  |  |  |  |  |  |  |  |  |  |  |  |
|  |                                                                    |  |  |  |  |  |  |  |  |  |  |  |  |  |  |  |
|  |                                                                    |  |  |  |  |  |  |  |  |  |  |  |  |  |  |  |
|  | 5. Maria de la Mercè de Borbó-Dues Sicílies                        |  |  |  |  |  |  |  |  |  |  |  |  |  |  |  |
|  |                                                                    |  |  |  |  |  |  |  |  |  |  |  |  |  |  |  |
|  |                                                                    |  |  |  |  |  |  |  |  |  |  |  |  |  |  |  |
|  | 22. Felip d'Orleans                                                |  |  |  |  |  |  |  |  |  |  |  |  |  |  |  |
|  |                                                                    |  |  |  |  |  |  |  |  |  |  |  |  |  |  |  |
|  |                                                                    |  |  |  |  |  |  |  |  |  |  |  |  |  |  |  |
|  | 11. Lluïsa d'Orleans                                               |  |  |  |  |  |  |  |  |  |  |  |  |  |  |  |
|  |                                                                    |  |  |  |  |  |  |  |  |  |  |  |  |  |  |  |
|  |                                                                    |  |  |  |  |  |  |  |  |  |  |  |  |  |  |  |
|  | 23. Maria Isabel d'Orleans                                         |  |  |  |  |  |  |  |  |  |  |  |  |  |  |  |
|  |                                                                    |  |  |  |  |  |  |  |  |  |  |  |  |  |  |  |
|  |                                                                    |  |  |  |  |  |  |  |  |  |  |  |  |  |  |  |
|  | 1. Helena de Borbó                                                 |  |  |  |  |  |  |  |  |  |  |  |  |  |  |  |
|  |                                                                    |  |  |  |  |  |  |  |  |  |  |  |  |  |  |  |
|  |                                                                    |  |  |  |  |  |  |  |  |  |  |  |  |  |  |  |
|  | 24. Jordi I de Grècia                                              |  |  |  |  |  |  |  |  |  |  |  |  |  |  |  |
|  |                                                                    |  |  |  |  |  |  |  |  |  |  |  |  |  |  |  |
|  |                                                                    |  |  |  |  |  |  |  |  |  |  |  |  |  |  |  |
|  | 12. Constantí I de Grècia                                          |  |  |  |  |  |  |  |  |  |  |  |  |  |  |  |
|  |                                                                    |  |  |  |  |  |  |  |  |  |  |  |  |  |  |  |
|  |                                                                    |  |  |  |  |  |  |  |  |  |  |  |  |  |  |  |
|  | 25. Olga de Rússia                                                 |  |  |  |  |  |  |  |  |  |  |  |  |  |  |  |
|  |                                                                    |  |  |  |  |  |  |  |  |  |  |  |  |  |  |  |
|  |                                                                    |  |  |  |  |  |  |  |  |  |  |  |  |  |  |  |
|  | 6. Pau I de Grècia                                                 |  |  |  |  |  |  |  |  |  |  |  |  |  |  |  |
|  |                                                                    |  |  |  |  |  |  |  |  |  |  |  |  |  |  |  |
|  |                                                                    |  |  |  |  |  |  |  |  |  |  |  |  |  |  |  |
|  | 26. Frederic III de Prússia                                        |  |  |  |  |  |  |  |  |  |  |  |  |  |  |  |
|  |                                                                    |  |  |  |  |  |  |  |  |  |  |  |  |  |  |  |
|  |                                                                    |  |  |  |  |  |  |  |  |  |  |  |  |  |  |  |
|  | 13. Sofia de Prússia                                               |  |  |  |  |  |  |  |  |  |  |  |  |  |  |  |
|  |                                                                    |  |  |  |  |  |  |  |  |  |  |  |  |  |  |  |
|  |                                                                    |  |  |  |  |  |  |  |  |  |  |  |  |  |  |  |
|  | 27. Victòria del Regne Unit                                        |  |  |  |  |  |  |  |  |  |  |  |  |  |  |  |
|  |                                                                    |  |  |  |  |  |  |  |  |  |  |  |  |  |  |  |
|  |                                                                    |  |  |  |  |  |  |  |  |  |  |  |  |  |  |  |
|  | 3. Sofia de Grècia                                                 |  |  |  |  |  |  |  |  |  |  |  |  |  |  |  |
|  |                                                                    |  |  |  |  |  |  |  |  |  |  |  |  |  |  |  |
|  |                                                                    |  |  |  |  |  |  |  |  |  |  |  |  |  |  |  |
|  | 28. Ernest August de Hannover                                      |  |  |  |  |  |  |  |  |  |  |  |  |  |  |  |
|  |                                                                    |  |  |  |  |  |  |  |  |  |  |  |  |  |  |  |
|  |                                                                    |  |  |  |  |  |  |  |  |  |  |  |  |  |  |  |
|  | 14. Ernest August de Hannover                                      |  |  |  |  |  |  |  |  |  |  |  |  |  |  |  |
|  |                                                                    |  |  |  |  |  |  |  |  |  |  |  |  |  |  |  |
|  |                                                                    |  |  |  |  |  |  |  |  |  |  |  |  |  |  |  |
|  | 29. Thyra de Dinamarca                                             |  |  |  |  |  |  |  |  |  |  |  |  |  |  |  |
|  |                                                                    |  |  |  |  |  |  |  |  |  |  |  |  |  |  |  |
|  |                                                                    |  |  |  |  |  |  |  |  |  |  |  |  |  |  |  |
|  | 7. Frederica de Hannover                                           |  |  |  |  |  |  |  |  |  |  |  |  |  |  |  |
|  |                                                                    |  |  |  |  |  |  |  |  |  |  |  |  |  |  |  |
|  |                                                                    |  |  |  |  |  |  |  |  |  |  |  |  |  |  |  |
|  | 30. Guillem II de Prússia                                          |  |  |  |  |  |  |  |  |  |  |  |  |  |  |  |
|  |                                                                    |  |  |  |  |  |  |  |  |  |  |  |  |  |  |  |
|  |                                                                    |  |  |  |  |  |  |  |  |  |  |  |  |  |  |  |
|  | 15. Victòria Lluïsa de Prússia                                     |  |  |  |  |  |  |  |  |  |  |  |  |  |  |  |
|  |                                                                    |  |  |  |  |  |  |  |  |  |  |  |  |  |  |  |
|  |                                                                    |  |  |  |  |  |  |  |  |  |  |  |  |  |  |  |
|  | 31. Augusta Victòria de Schleswig-Holstein-Sondenburg-Augustenburg |  |  |  |  |  |  |  |  |  |  |  |  |  |  |  |
|  |                                                                    |  |  |  |  |  |  |  |  |  |  |  |  |  |  |  |
|  |                                                                    |  |  |  |  |  |  |  |  |  |  |  |  |  |  |  |

## Descendència
Fruit del seu matrimoni amb Jaime de Marichalar i Sáenz de Tejada van néixer dos fills:
- Excm. Sr. Felipe Juan Froilán de Marichalar i de Borbó, gran d'Espanya, nascut el 17 de juliol de 1998.[6]
- Excma. Sra. Victoria Federica de Marichalar i de Borbó, gran d'Espanya, nascuda el 9 de setembre del 2000.[7]

## Tractament i títols
Al llarg de la seva vida, aquests han estat els tractaments i títols que ha ostentat:
- Sa Altesa Reial la infanta Helena d'Espanya (20 de desembre de 1963 - 18 de març de 1995).[17]
- Sa Altesa Reial la infanta Helena, duquessa de Lugo (Des del 18 de març de 1995).[5]

## Distincions

### Distincions honorífiques espanyoles
- Dama del Reial Orde d'Isabel la Catòlica, gran creu (4 d'octubre de 1982).[18]
- Dama del Reial i Distingit Orde Espanyol de Carles III, gran creu (14 d'octubre de 1988).[19]

### Distincions honorífiques estrangeres
- Membre de primera classe de l'Orde dels Tres Divins Poders (Regne de Nepal, 19 de setembre de 1983).[20]
- Gran creu de l'Orde del Falcó (Islàndia, 16 de setembre de 1985).[21]
- Gran creu de l'Orde d'Orange-Nassau (Regne dels Països Baixos, 8 d'octubre de 1985).[22][23]
- Gran creu de l'Orde del Quetzal (República de Guatemala, 1 d'octubre de 1986).[24]
- Gran creu de l'Orde de Crist (República Portuguesa, 13 d'octubre de 1988.[25]
- Gran cordó de l'Orde de Leopold (Regne de Bèlgica, 19 de setembre de 1994).[26][27]
- Gran cordó de l'Orde de la Preciosa Corona (Japó, 10 d'octubre de 1994).[28]
- Gran creu del Reial Orde Noruec de Sant Olaf (Regne de Noruega, 25 d'abril de 1995).[29]
- Medalla commemorativa del 50è Aniversari del rei Carlos XVI Gustau (Regne de Suècia, 30 d'abril de 1996).[30]
- Gran creu de l'Orde al Mèrit de la República Italiana (República Italiana, 27 de juny de 1996).[31]
- Gran creu de l'Orde de l'Infant Enric (República Portuguesa, 23 d'agost de 1996).[25]
- Gran decoració d'honor amb faixí de l'Orde al Mèrit de la República d'Àustria (República d'Àustria, 2 de juny de 1997).[32][33]
- Gran cordó de l'Orde de l'Estrella de Jordània (Regne Haiximita de Jordània, 20 d'octubre de 1999).[34]
- Gran creu de l'Orde d'Adolf de Nassau (Gran Ducat de Luxemburg, 7 de maig de 2001).[35]
- Gran creu de l'Orde al Mèrit de Xile (República de Xile, 4 de juny de 2001).[36]
- Gran creu de l'Orde d'Honor (República Hel·lènica, 25 de setembre de 2001).[37][38]
- Gran creu de l'Orde del Sol del Perú (República del Perú, 5 de juliol de 2004).[39]